# Caroline Dhavernas
Caroline Dhavernas (/ˈkærəl[invalid input: 'ɨ']n dəˈvɜːrnə/; sinh ngày 15 tháng 5 năm 1978 ) là một nữ diễn viên người Canada. Dhavernas được biết đến nhiều nhất tại Hoa Kỳ trong vai Jaye từ loạt phim truyền hình ngắn Wonderfalls trên đài Fox.